# Brandan Wright
Brandan Keith Wright (* 5. Oktober 1987 in Nashville, Tennessee) ist ein ehemaliger US-amerikanischer Basketballspieler, der von 2007 bis 2018 in der NBA aktiv war.

## Karriere
Nach nur einem Jahr am College wurde Wright von den Charlotte Bobcats an 8. Stelle des NBA-Drafts 2007 ausgewählt und noch während der Draftnacht für Jason Richardson und Zweitrunden-Pick Jermareo Davidson zu den Golden State Warriors transferiert. Bei ihnen absolvierte er aufgrund einer Hüftverletzung nur 38 Spiele in seiner ersten Saison. Am 14. Oktober 2009 verlängerte er seinen Vertrag bei den Warriors bis zum Ende der Saison 2010/11. Wegen einer Schulterverletzung, auf Grund welcher er sich einer Operation unterziehen musste, verpasste er die gesamte Saison 2009/2010. 
Ende Februar wurde Wright mit Dan Gadzuric für Troy Murphy und einen Zweitrunden-Draftpick zu den New Jersey Nets geschickt. Am 9. Dezember 2011 unterschrieb er schließlich einen Vertrag bei den Dallas Mavericks. Am 19. Dezember 2014 wurde Brandan Wright, gemeinsam mit Jameer Nelson und Jae Crowder, für Rajon Rondo und Dwight Powell zu den Boston Celtics transferiert. 
Da die Celtics keine Verwendung für Wright fanden, gaben sie ihn am 9. Januar 2015 an die Phoenix Suns ab. Im Sommer 2015 wurde Wright vertragslos und unterschrieb bei den Memphis Grizzlies. Dort spielte er bis Februar 2018. Anschließend war er noch etwa einen Monat für die Houston Rockets aktiv.